# Carlos Baeza
Pour les articles homonymes, voir Baeza (homonymie).
Carlos Baeza est un réalisateur américain, spécialisé dans l'animation. Il a travaillé pour Les Simpson et Futurama.
Il est crédité pour avoir réalisé plusieurs épisodes des Simpson :
- Le Poney de Lisa
- Un puits de mensonges
- Bart le tombeur
- Simpson Horror Show III
- Le Choix de Selma
- Poisson d'avril
- La Dernière Tentation d'Homer
- Homer dans l'espace
- Les Secrets d'un mariage réussi

Il est aussi crédité pour avoir réalisé un épisode de Futurama :
- Terreur sur la planète robot